# Ray Nelson
Radell Faraday Nelson (n. 3 octombrie 1931, Schenectady, New York, SUA – d. 29 noiembrie 2022, Napa⁠(d), California, SUA) a fost un scriitor american de literatură științifico-fantastică și caricaturist, cel mai faimos pentru povestirea sa „Eight O'Clock in the Morning” („Ora opt dimineața”, 1963), care a fost folosită ulterior de John Carpenter ca inspirație pentru filmul Ei trăiesc (1988).

## Viață personală
Nelson s-a născut la 3 octombrie 1931, în Schenectady, New York, ca fiul lui Walter Hughes Nelson și al Mariei Reed. Are un frate mai mic, Trevor Reed Nelson. Ray a fost un membru activ al fandomului science-fiction ca adolescent la Cadillac High School din Cadillac, Michigan. După absolvire, a studiat la Universitatea din Chicago (teologia), apoi a petrecut patru ani studiind la Paris, unde i-a cunoscut pe Jean-Paul Sartre, Boris Vian și Simone de Beauvoir, precum și pe Allen Ginsberg, Gregory Corso, William Burroughs și alte icoane ale generației beat. La Paris, a lucrat cu Michael Moorcock, făcând contrabandă din Franța cu cărțile atunci interzise ale lui Henry Miller. Acolo, a cunoscut-o pe norvegiana Kirsten Enge, care i-a devenit a treia soție la 4 octombrie 1957. Singurul lor copil, Walter Trygve Nelson, s-a născut pe 21 septembrie 1958, la Paris. Anterior, a fost căsătorit cu Lisa Mulligan la 13 decembrie 1955 și, ulterior, cu o colegă fană Perdita Lilly, care este subiectul primei sale cărți, colecția de poezie de 23 de pagini Perdita: Songs of Love, Sex and Self Pity, cea care avea să se căsătorească mai târziu cu John Boardman. A fost căsătorit cu poeta publicată și profesoara dr. Helene Knox, ocercetătoare Fulbright.
Nelson a decedat la 30 noiembrie 2022, în Napa, California⁠(d), la 91 de ani.

## Carieră
Nelson și-a început cariera prin a scrie și crea benzi desenate pentru fanzine științifico-fantastice. Mai târziu, Nelson a scris mai multe povestiri publicate profesional, inclusiv „Turn Off the Sky” și „Nightfall on the Dead Sea”. Cea mai cunoscută poveste a sa „Eight O'Clock in the Morning” a fost publicată în The Magazine of Fantasy & Science Fiction (noiembrie 1963). Ray Nelson și artistul Bill Wray⁠(d) au adaptat povestirea ca seria de banda desenată „Nada” publicată în antologia de benzi desenate Alien Encounters (nr. 6, aprilie 1986), iar regizorul John Carpenter a ecranizat-o ca They Live (1988).
Nelson a colaborat cu Philip K. Dick la romanul de invazie extraterestră din 1967 The Ganymede Takeover. Nelson a fost prieten cu Dick încă din copilărie, iar într-un documentar despre Dick, Nelson a spus că Dick a încercat LSD a fost doar de două ori atunci când i l-a oferit. Documentarul biografic despre Dick, în care Nelson este intervievat, este The Penultimate Truth About Philip K. Dick produs în 2007.
La începutul anilor 1970, Nelson a condus un atelier de scriitori la Prima Biserică Unitariană din zona golfului San Francisco. Unul dintre elevii săi a fost scriitoarea Anne Rice.
A fost membru pe viață al Clubului Scriitorilor din California.
Cartea sa din 1975 Blake's Progress, în care poetul William Blake este un călător în timp, a fost descrisă de John Clute în The Encyclopedia of Science Fiction drept „cea mai bună lucrare a lui Nelson”. Richard A. Lupoff⁠(d) a numit-o „o revelație”, considerând că „stilul lui Nelson este clar concentrat și atent colorat... Intriga sa este atât de complexă cât ar trebui să fie [și] personajele sale sunt frumos desenate”.  A fost rescrisă și republicată ca Timequest în 1985.
La premiile Philip K. Dick din 1982, romanul lui Nelson The Prometheus Man a câștigat o citare specială (locul al doilea).
Nelson a fost adăugat la First Fandom Hall of Fame⁠(d) în 2019 pentru „dragostea sa autentică de-a lungul vieții pentru science fiction și serviciul său entuziast față de această comunitate timp de decenii”.

## Șapcă cu elice

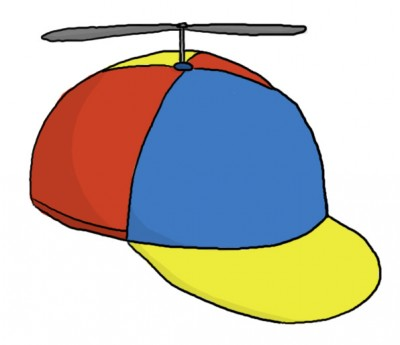
O șapcă cu elice

Ray Nelson a susținut că este cel mai faimos pentru crearea iconicei șepci (beanie) cu elice ca emblemă a fandomului science-fiction, în timp ce era elev în clasa a X-a la Cadillac High School. De asemenea, a susținut că a inventat personajul „Beany” într-un concurs din 1948 a ceea ce avea să devină serialul TV Time for Beany⁠(d) în timp ce vizita rudele sale din California. „Cred că este probabil cea mai bună șansă a mea de a fi amintit”, spune Nelson. „Nu am fost niciodată în lista celor mai bine vândute cărți a The New York Times”.

## Publicații
- Perdita: Songs of Love, Sex, and Self Pity -- Perdita: Cântece de dragoste, sex și milă de sine
- The Ganymede Takeover (cu Philip K. Dick ), 1967
- Blake's Progress, Progresul lui Blake, 1975
- Then Beggars Could Ride, 1976
- The Ecolog, 1977
- Revolt of the Unemployable, Revolta șomerilor, 1978
- The Prometheus Man, Omul Prometeu, 1982
- Timequest, 1985
- Dog-Headed Death (Gaius Hesperian Mysteries), 1989
- Virtual Zen, 1996 [26]